# Groenvleugelkoningsparkiet
De groenvleugelkoningsparkiet (Alisterus chloropterus) is een vogel uit de familie Psittaculidae (papegaaien van de Oude Wereld).

## Verspreiding en leefgebied
Deze soort is endemisch in Nieuw-Guinea en telt drie ondersoorten:
- A. c. moszkowskii: noordelijke Nieuw-Guinea.
- A. c. callopterus: centraal Nieuw-Guinea.
- A. c. chloropterus: oostelijk Nieuw-Guinea.

## Status
De grootte van de populatie is niet gekwantificeerd maar de soort wordt omschreven als plaatselijk algemeen. Op de Rode lijst van de IUCN heeft deze soort de status niet bedreigd.